# Góra Sowia
Góra Sowia (ok. 450 m) – wzgórze na Wyżynie Częstochowskiej, w obrębie wsi Podlesice w województwie śląskim, w powiecie zawierciańskim, w gminie Kroczyce. Należy do grupy Skał Podlesickich. 
Całe wzniesienie porasta las sosnowy. Znajdują się w nim wapienne skały Sowia Grań i Sowia Baszta. W bliskiej odległości znajduje się wzgórze Apteka z Ruskimi Skałami. Przez Górę Sowią prowadzi szlak turystyki pieszej.

## Piesze szlaki turystyczne
Szlak Orlich Gniazd: Góra Janowskiego – Podzamcze – Karlin – Żerkowice – Morsko – Góra Zborów – Zdów-Młyny – Bobolice – Mirów – Niegowa. Odcinek: Podlesice (przy drodze z Podlesic do Kotowic) – Góra Sowia – wzgórze Apteka – Zamek w Morsku

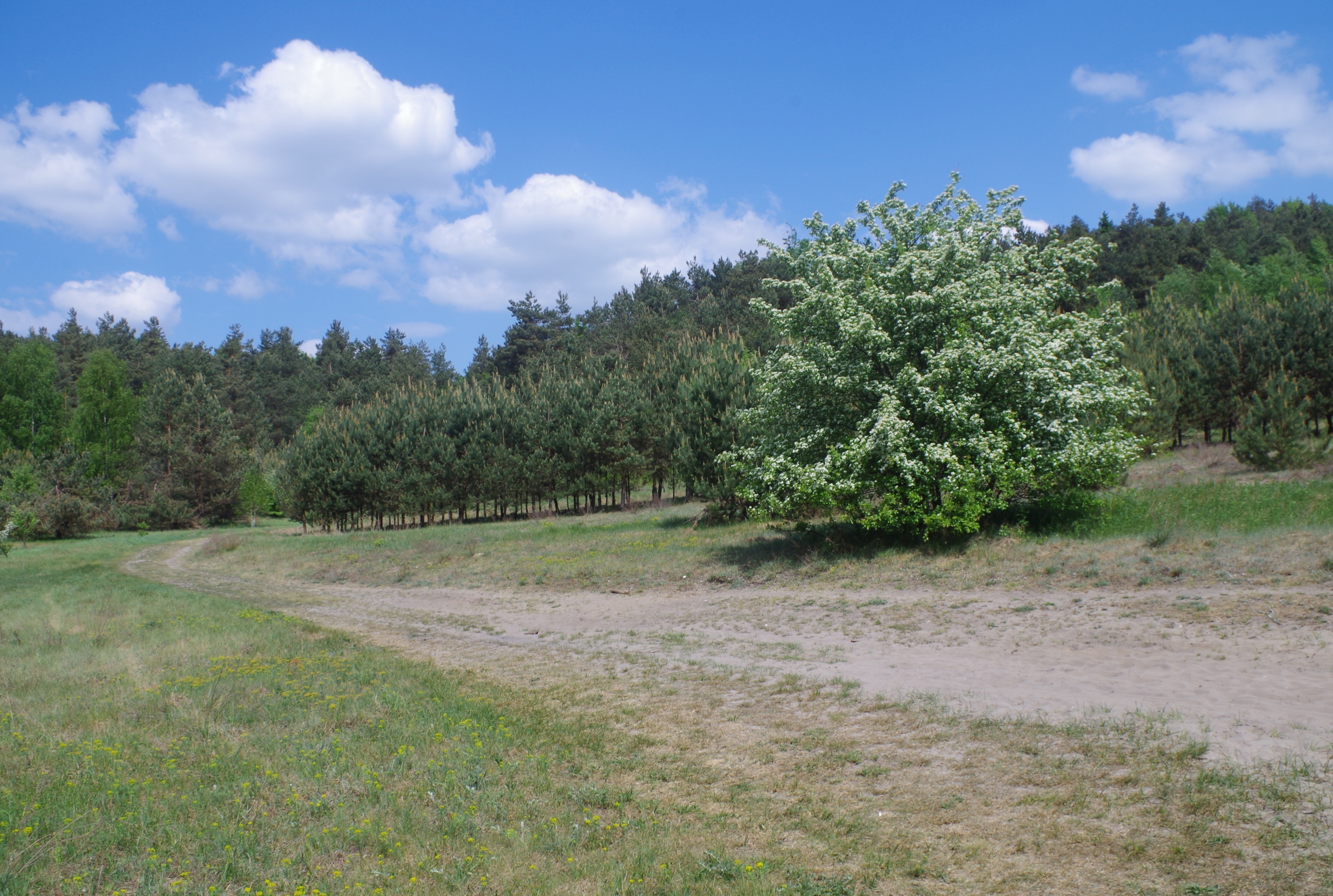
Szlak turystyczny u podnóży Góry Sowiej